# Algorithme adaptatif
Un algorithme adaptatif est un algorithme qui est capable de changer automatiquement son comportement en fonction de son contexte d’exécution pour atteindre des performances optimales. Les changements peuvent être sur les données manipulées par l’algorithme, des paramètres de conﬁgurations de l’environnement d’exécution et de l'occupation des ressources.
Ces algorithmes sont des algorithmes au sens classique, le terme adaptatif  est ici utilisé pour souligner le fait que le comportement de l'algorithme peut varier de façon importante selon l'environnement.
On parle par exemple d'apprentissage adaptatif pour le boosting en apprentissage automatique (par exemple l'algorithme Adaboost), de filtrage adaptatif en traitement du signal et en géométrie algorithmique.